# メガギラス
メガギラス (Megaguirus) は、特撮映画『ゴジラ×メガギラス G消滅作戦』に登場する架空の怪獣である。本記事では、その元となった特撮映画『空の大怪獣 ラドン』に登場する怪虫のメガヌロン (Meganulon)、『G消滅作戦』に登場するそれが羽化した姿のメガニューラ (Meganula) についても記述する。

## 特徴
石炭紀から三畳紀にかけて実在した絶滅分類群のオオトンボ目 (Protodonata) に属し、巨大なトンボによく似た絶滅昆虫のメガネウラ (Meganeura) をモデルとした怪獣。実在するトンボとは違い、「肢6本+ハサミ」という昆虫の定義から外れた身体構造になっている。
『空の大怪獣 ラドン』では幼虫であるメガヌロンのみが登場するが、『メガギラス』では成虫のメガニューラと、さらなる進化態のメガギラスが登場する。メガギラスは、かつてラドンの餌でしかなかった初代メガヌロンから一躍し、ゴジラと戦うライバル怪獣の1体となった。『ゴジラ FINAL WARS』（2004年公開）では、メガギラスがライブフィルムで登場する。

## メガヌロン
その姿は、体長数メートルのヤゴ（トンボの幼虫）である。

### 『空の大怪獣 ラドン』のメガヌロン

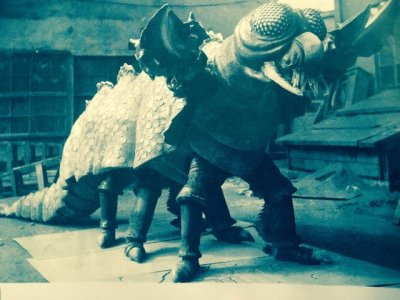
『空の大怪獣 ラドン』のメガヌロン

地球全体が高温になったことや地殻変動などによって2億年の眠りから甦った古代蜻蛉のヤゴ。全身を覆う堅い甲羅は、拳銃や機関銃などの銃器では致命傷に至らない程度の防御力を持つ。夜行性。
阿蘇山の麓にある炭鉱に出現し、出水事故によって水没した坑道内にて炭鉱夫や警察官を、両腕の日本刀に匹敵する切れ味の鋭利なハサミで殺害する。当初は鉱夫仲間といさかいを起こしていた五郎に嫌疑がかけられるものの後に遺体で発見されたうえ、メガヌロンがキヨの炭鉱住宅に出現したことにより、その存在が発覚し、自衛隊や警察隊の攻撃を受けることとなる。事件を起こした個体群は追跡してきた警察官や炭鉱夫を殺害した後に封鎖されていた炭鉱へ逃亡するが、石炭を満載したトロッコの列を河村によって激突され、1体が倒される。その後、五郎の遺体を収容中にもう1体が出現するが、囮となった河村に気を取られている最中、自衛隊の機関銃による銃撃と突然の落盤に遭う。
地下空洞のラドンの巣周辺では別の個体群が繁殖していたが、孵化したばかりのラドンの雛にそのほとんどが捕食される。
- メガヌロンの登場場面は、炭鉱内でうごめく怪奇性、殺害された死体の描写による猟奇性など、ゴジラなどの巨大怪獣とは異なる等身大の恐怖が強調されており、後半の青空の下でスピーディに描かれるラドンとの対比ともなっている[29]。
- 当初はシロアリをモチーフにデザインされ、本決定以前の画稿にはケラをモチーフにデザインされたものも存在した[出典 9]。最終的には、画稿を進めるうちにヤゴに変更された[出典 10]。
- 粘土原型製作は利光貞三[出典 11]。着ぐるみは3人で演じる15尺サイズ（約5メートル[35][27]）のものが造られた[出典 12][注釈 6]。先頭に入っていたのは手塚勝巳[出典 13][注釈 7]。そのほかは中島春雄[28][注釈 8]、広瀬正一[出典 14]、大川時生[出典 15]。2体登場するシーンでは、片方が岩に胴体を隠しているため、先頭にいる1人分の上半身のみがもう1体造形されたとみられる[31][27]。そのほか、特撮班が使用した大・中・小3種類のミニチュアモデルが制作され、ボタ山と坑道、洞窟のミニチュアセットで用いられた大と中が1個ずつ、雛に食べられた小サイズが8個の計10個が制作された[39][27]。
- 本編班がスーツを担当しており、セットの撮影でのみ登場している[27]。書籍によっては、極めて長いボディのため、ロケーションには向かないものとしている[27]。

### 『ゴジラ×メガギラス』のメガヌロン
山梨県白州にて実行された対ゴジラ用兵器ディメンション・タイドの地上試験の影響により、時空の歪みから現代に転移したメガニューラの産卵した大きな卵（卵塊）から1万個に自己分裂した小さな卵から孵化したメガニューラの幼虫。少年・早坂淳が渋谷へ持ち帰った卵は、その異常に気付いた彼によって下水管に捨てられ、渋谷の地下水源内にてメガヌロンとして孵化すると、人間を捕食して繁殖しながら地下水源を掘削し、水脈を決壊させて渋谷一帯を水没させ、谷底周辺を渋谷湖に変え、渋谷駅付近を巨大なテリトリーとして形成する。高い戦闘力を持ち、種の繁栄のために獰猛な性質の肉食性で、実際のヤゴと同様に下アゴを獲物に向けて伸ばし、口から黒い粘着液を吹きつけて動きを止めてから捕食する。鋭い鋏脚と牙も武器とする。
劇中で淳の所持していた図鑑には3億5,000年前の石炭紀に棲息していた化石種とされ、化石はドイツと中国で合計2体発見されたと書かれている（化石は「メガヌロン・ホリイ」という学名が命名されている）。
- 脚本を手掛けた柏原寛司は、幼少期に観た『空の大怪獣 ラドン』を愛好しており、本作品でも当時の恐怖感を出すために人間を捕食するシーンを取り入れた[61]。
- 発案は富山省吾[56]、デザインは西川伸司[出典 25]。特殊技術の鈴木健二は、『ラドン』のメガヌロンを意識しないで描いてほしいと西川に依頼したという[67][56]。『ラドン』のものよりシャープな形状でデザインされており、背中の甲殻がなく、顔つきも凶悪なものとなっている[66]。決定稿はデジタルで原画の色を変えたものとなっており、造形時に目の模様が追加された[2]。準備稿では後頭部が尖っている、目が丸いなど、細部が異なる[62]。
- 造型はモンスターズが担当[出典 26]。粘土原型は山田陽が担当[69]。造形物は上半身のみの実物大ギニョールだけが作られ[出典 27]、全身はCGIで表現された[出典 28]。頭部はラジコンギミックに差し替え可能で、顎はワイヤーで可動する[出典 29]。脚部も着脱できるなど、操作性を考慮して軽量化が図られている[68][56]。脱皮シーンでは、背中の中心を切っている[67]。卵は、同じ型から作られた本編用とアクション用が1個ずつと、渋谷湖の特撮用のものが300個作られた[70]。
- 実際の渋谷では、平地もあるために劇中のような水の溜まり方にはならない[72]。これについて製作の富山省吾は、卵の中に入っていた古代植物の種子が育って壁を作っており、メガヌロンはどのような環境でも自生できると想定していたことを語っているが、キャラクターとして万能になりすぎてしまうため、明確な設定とはしなかった[72]。
- 西川が1991年に行っていたメガヌロン成虫の考察では、腕の動きにスピード感や力強さを出すため、着ぐるみでの表現が提案されていた[73]。
- 劇場公開当時、バンダイから発売されたブリスターパック「東宝怪獣シリーズスペシャル ゴジラ×メガギラス」に同梱されたメガヌロンの人形については、肢の数が実際のヤゴと同様の6本（鋏2本+足4本）となっている[74]。西川によれば、これは彼が本作品でのデザインに際して『ラドン』のメガヌロンに敬意を払って意識的に外したところを、実際に作られた実物大ギニョールが上半身だけで足も前方の2対しかなかったのを造形家はそういうものだと思っていたことによるミスだという[75]。

### GODZILLA (アニメ映画)のメガヌロン
アニメ映画『GODZILLA 怪獣惑星』の前日譚を描く小説『GODZILLA プロジェクト・メカゴジラ』に登場。オペレーション・グレートウォールのために戦術核を埋め込む工事の現場に出現し、最初の個体は兵隊に倒されるまでに20人を殺害した。しかし、根絶されたわけではなくその後も別個体が出現しているほか、作業の開始以前から出現していたという。

## 古代昆虫 メガニューラ
メガヌロンが背中の皮膚を割いて変態（羽化）したトンボ目らしき巨大昆虫の成虫。捕食は行わないが、尾部の先の鋭い針状の吸入管を皮膚に突き刺して高エネルギーを吸い取る。ハサミは腕のようになっており、水中では平泳ぎのように用いる。
渋谷湖上に出現した多数のメガヌロンが一斉に羽化し、ゴジラの持つ膨大な高エネルギーを感知すると、自衛隊の攻撃を潜り抜けてゴジラの上陸先である奇岩島に飛来して餌にするために大群で襲いかかる。そのあまりの数の多さにディメンション・タイドの照準が妨害されてしまうが、ゴジラとの戦いで個体数が減ったことによって発射可能になった同兵器に巻き込まれ、大半が撃退される。生き残った個体群も、渋谷湖底にいた有力な1体がそのまま巨大化した巨大メガヌロンにゴジラから奪ったエネルギーを戦闘態に変態するための栄養として供給し、役目を終えるとそのまま絶命した。
- 劇中で淳の所持していた図鑑では、3億5,000年前に生きていた化石種、中国で1か所から大量に発見されたとそれぞれ書かれている（化石は「メガニューラ・ルイザエ」という学名が命名されている）[59][47]。

創作
名前はメガネウラ (Meganeura) のラテン語の学術名を英語読みしたもの。
脚本を手掛けた三村渉によれば、尾からエネルギーを吸うという設定はハチのようなビジュアルイメージから発想したといい、一般的な口からとしないことで不気味さや怖さを出すことを意図していた。

デザイン・造型
デザインは西川伸司。デザイン画では頭部の下顎左右にある2本の牙がない。西川は、外骨格は巨大になると体を支えるために殻を分厚くしなければならないが、その分だけ重さを支えるための筋肉が入るはずのスペースがなくなってしまうことが、デザイン上のジレンマであると語っている。
造型はレプリカが担当。ほとんどがCGIで表現されたが、ゴジラにまとわりつくシーンでは全長25センチメートルのギミックなしの造形物が150体、それと同サイズで羽ばたきギミック付きの造形物が10体、アップ用の75センチメートルの大サイズのもの、そして実物大の死骸の造形物が作られ、CGIと併用して表現された。ギミックモデルの原型は江久保暢宏が担当した。150体のメガニューラと卵の造形物は、バンダイのソフトビニール成形を行っているフジトーイが制作した。実物大の死骸の造形物は、レプリカが制作した。
合成素材には、フルCGのほか、ミニチュアをグリーンバックで様々な角度から撮影したものも用いられた。アップ用の素材をそのままロングショットに用いるとPCの負担になるため、ロング用の素材は別に用意された。

その他の作品に登場するメガニューラ
アニメ映画『GODZILLA 怪獣惑星』の前日譚を描く小説『GODZILLA プロジェクト・メカゴジラ』に登場。
ユーラシア大陸に生息しており、ラドンに追われて北アフリカ大陸にも確認された。

## 超翔竜 メガギラス
群れの中で1匹だけメガニューラに変態しないまま、水没した渋谷湖底深くに眠っていた巨大メガヌロンへ、ゴジラの高エネルギーを吸収した全メガニューラが自らの命と引き換えにエネルギーを供給したことにより、強力な磁場を発生させながら成長して変態した最終形態がメガギラスである。これはメガニューラの生態の特徴であり、究極の戦闘態であるメガギラスは縄張り意識が強く、周囲の敵を倒しながらテリトリーを拡大し、テリトリーに侵入した敵に襲いかかる習性があるといわれるため、生存域拡大の脅威と認識したゴジラを倒そうと襲いかかる。
顔は昆虫より爬虫類に近くなっている。翼は3枚がくっついた構造になっており、翼端の爪で飛行しながら擦れ違いざまに攻撃する。また、渋谷109やお台場の観覧車など、高く突き出たものに留まる習性がある。
飛行中は羽根を用いているようには見えないほどの挙動でテレポートしたかのように高速移動するため、ゴジラも当初は翻弄される。羽根を高速で擦り合わせることで超振動させて発生させる超高周波は周囲の物体を破壊するほか、電子機器を帯びた磁場で異常を生じさせる。そのほか、前部の硬く鋭利なハサミ状の腕、先端に針、左右に爪のついた尻尾が武器であり、尻尾先端の針は相手に突き刺すことによってエネルギーを吸収できる。これによってゴジラの放射熱線を止めさせるうえ、吸収したエネルギーを赤い光球として撃ち出すことも可能である。
お台場の空中庭園ビルの前にてゴジラと交戦し、高速移動や飛行能力で翻弄して放射熱線も俊敏に回避して優勢に立つものの、攻撃を見切られた後には鋭利な背びれで左手を切断されたうえ、ハイジャンプからのボディプレスなどの反撃に遭い、劣勢になっていく。最後は、ゴジラの頭部に尻尾先端の針を突き刺そうとしたところを逆に針を噛み砕かれ、怯んだ隙に放射熱線を立て続けに浴びせられて炎上し、爆散した。
劇中では、中国の奥地でその化石が発見されている。
- スーツアクターは渡邊実[出典 61]。

創作経緯
製作の富山省吾は、子供に人気のある昆虫を新怪獣として出したいと考えたところからメガヌロンに思い至り、その成虫を登場させれば単なるリニューアル以上のキャラクターになるとの考えであったと語っている。
ディメンション・タイドの影響で出現するという設定は、核実験によって誕生したゴジラと同様に人間の愚行によって生み出された存在であることを示しており、富山はゴジラ映画の怪獣として一番好ましい現れ方であると述べている。
企画段階ではキングメガヌロンという名称案も存在した。初期の脚本では、時空転移能力を自ら持つが戦闘力はなく、悠然と浮かんで周囲のメガニューラを従えて戦わせるという描写が存在した。特殊技術の鈴木健二は、メガギラスを女王蜂のような存在と想定していたが、富山から「メスじゃまずいだろう」と言われ、強そうに見せるにはクイーンよりもキングの方がふさわしかったと述べている。

デザイン
デザインは西川伸司。検討稿では昆虫のクイーンのような存在となっていたため、自分では動かずに空中に悠然と浮かんでメガニューラの群れを駆使して攻撃するイメージで、頭部は龍を、全体のシルエットは、攻撃ヘリコプター「ハインド」をイメージしたようなフォルムにしている。過去の昆虫怪獣との差別化を図るため、一つ目となっている。尾についた爪は、針を相手に突き刺した後に挟んで固定することを想定したデザインとなっている。
顔の検討デザインでは、仮面ライダーV3を彷彿とさせる色合いのものもあった。
羽根はCGで描写されることが決まっていたため、操演では表現できない6枚羽としたが、設定の変更やCGから操演に変わったことによる制限などから、フルCGでも難しいために不採用となり、その姿は造形段階でかなり変わった。
西川は、『ゴジラvsモスラ』に登場したバトラと色味が似ていることから印象が重なることは認めつつ、ドラゴンをモチーフとした顔や動き方、戦い方によって差別化はできていると述べている。

造形
造形はスタートレインが担当し、モンスターズの若狭新一が監修した。
造形物としてはゴジラと同スケールの操演用モデル2体のほか、過去の操演怪獣とは違う動きや戦いを見せたいという監督の要望により、役者が入る着ぐるみも製作された。着ぐるみは主にハサミで殴り合う接近戦で使用され、一部のシーンはスーツアクターが上半身のみ着用した状態で撮影されている。
操演用の一方は頭部などにメカを内蔵しており、もう一方は引きずられるシーンや爆発シーンなどに用いられた。操演用の尾のトゲは交換用に3個用意された。若狭は、自身の経験則から必要になると考え、交換用をあらかじめ用意していたが、現場の集中力を邪魔しないよう隠していた。
巨大メガヌロンのスーツは上下分割式で、脱皮シーンにもこのギミックを活用している。誕生直前のメガギラスは、スーツアクターが内部に入る仕組みとなっている。
撮影用のスーツとは別に、2足歩行型のイベント用スーツもスタートレインで制作された。また、尻尾はアップ用のものも作られた。

撮影・演出
撮影の江口憲一によれば、メガギラスの主観カットでは5倍速で撮影した映像を変則的にコマを抜くなどすることで、瞬間的な素早い動きを表現している。観客からは忍者のようであると評されていた。
羽根の動きは、3DCGではなく実写で撮影した羽根を2次元エフェクトで加工している。メガギラスがゴジラに高速で体当たりするシーンも、モーフィングで2次元的に処理している。VFXプロデューサーの泉谷修は、CGを担当した日本エフェクトセンターはブラックホールの制作で手一杯になっていたといい、3DのフルCGでやっていたらとても終わらなかっただろうと述懐している。
メガギラスが首を下げる描写で頭が揺れてしまっていたため、鈴木の要望によって合成で顔を変えるなど試みたが違和感が拭えず、映像をそのまま使用することとなった。
鈴木は、メガギラスの誕生シーンを「クリスマスツリーにする」と称していた。

その他の作品に登場するメガギラス
アニメ映画『GODZILLA 怪獣惑星』の前日譚を描く小説『GODZILLA 怪獣黙示録』に登場。
主にシベリアに生息しており、ゴジラによって壊滅したヨーロッパから極東へ目指す避難民を捕食していた。また、ラドンを天敵として敵視している。

## その他の作品
- アニメ『ゴジラ S.P ＜シンギュラポイント＞』では、体高100メートルに達したゴジラウルティマの身体に群生している生物が、メガヌロンと推測されている[107]。
- みんなのいえ - 2001年の映画。劇中に一瞬、メガギラスがゴジラと共にアトラクション用の着ぐるみで登場する。

## 登場が検討されていた作品
- ゴジラvsモスラ - ゴジラシリーズ第19作。原型になった『ゴジラVSギガモス』では、トンボをモチーフとした怪獣ギガモスの登場が予定されており、メガヌロンが進化したという西川伸司による想定のもと、ギガモスAタイプが描かれた[108]。
- ゴジラ×メカゴジラ - ゴジラシリーズ第26作。企画段階では『×メガギラス』の続編とする案も存在しており、冒頭でゴジラへ目指してメガニューラの大群が東京上空を飛んでいくという描写も検討されていた[109]。同作品の背景設定として製作補の山中和史により執筆された「特生自衛隊前史」では、劇中世界の1956年にラドンとともにメガヌロンが出現したとされる[110]。